# Леополд Йозеф фон Даун
Граф Леополд Йозеф фон Даун, (на немски: Leopold Joseph Maria, Reichsgraf von und zu Daun) (24 септември 1705 – 5 февруари 1766), по-късно Принц Тиано, е фелдмаршал и изтъкнат военачалник от Австрийската империя през 18 век.